# Flórina (district régional)
Le district régional de Flórina (en grec Περιφερειακή ενότητα Φλώρινας / Nomós Flórinas) est un district régional de la Macédoine-Occidentale, au nord-ouest de la Macédoine grecque. Avant 2010 et la réforme Kallikratis, elle avait le statut de nome avec la même étendue géographique. Au nord, il est frontalier de la Macédoine du Nord.
Son chef-lieu est la ville de Flórina.

## Municipalités (dèmes) et communes avant 2010
| Dème          | Code YPES | Chef-lieu (si différent) | Code postal | Préfixe tél. |
| ------------- | --------- | ------------------------ | ----------- | ------------ |
| Aetós         | 5001      |                          | 530 75      | -            |
| Amýnteo       | 5002      |                          | 532 00      | 23860-2      |
| Filótas       | 5011      |                          | 530 70      | 24630-41     |
| Flórina       | 5012      |                          | 531 00      | 23850-2      |
| Káto Klinés   | 5004      |                          | 531 00      | 23850-1      |
| Melíti        | 5007      | Neochoraki               | 530 71      | 23850-42     |
| Pérasma       | 5009      |                          | 531 00      | 23580-3      |
| Préspes       | 5010      | Lemós                    | 530 77      | 23850-51     |
| Commune       | Code YPES | Chef-lieu (si différent) | Code postal | Préfixe tél. |
| Krystallopigí | 5005      |                          | 530 77      | 23850-45     |
| Léchovo       | 5006      |                          | 530 73      | 23850-45     |
| Nymféo        | 5008      |                          | 530 78      | 23860-3      |
| Varikó        | 5003      |                          | 500 05      | 24670-94     |